# Det jødiske hjem
Det jødiske hjem (hebraisk: הַבַּיִת הַיְהוּדִי, tr. ha-bajit ha-jehudi) er et politisk parti i Israel, der blev stiftet i 2008. Partiet er højreorienteret, nationalistisk og tilhænger af zionisme. Formanden er Naftali Bennett. Ved parlamentsvalget i Israel 2015 gik partiet tilbage med fire mandater og endte med 8 pladser i Knesset (Israels parlament).
Partiet bekender sig til religiøs zionisme og moderne ortodoks jødedom.

## Medlemmer i Knesset
| Knesset | År        | Antal | Medlemmer |
| ------- | --------- | ----- | --- |
| 17      | 2006–2009 | 5     | Uri Ariel, Eliyahu Gabai, Zvi Hendel, Zevulun Orlev, Nissan Slomiansky |
| 18      | 2009–2013 | 3     | Daniel Hershkowitz, Uri Orbakh, Zevulun Orlev |
| 19      | 2013–2015 | 12    | Naftali Bennett, Uri Ariel, Nissan Slomiansky, Eli Ben-Dahan, Ayelet Shaked, Uri Orbakh, Zvulun Kalfa, Avi Wortzman, Moti Yogev, Orit Strook, Yoni Chetboun, Shuli Mualem |
| 20      | 2015–     | 8     | Naftali Bennett, Uri Ariel, Nissan Slomiansky, Eli Ben-Dahan, Ayelet Shaked, Zvulun Kalfa, Avi Wortzman, Moti Yogev(Listen er ikke bekræftet)                             |